# 신카와정 (아이치현 니시카스가이군)
신카와정(新川町)은 아이치현 니시카스가이군에 설치되었던 정이다. 
2005년 7월 7일 니시비와지마정, 기요스정과 합병해 기요스시가 되었다.

## 역사
- 1889년 10월 1일 - 정촌제 시행과 함께 니시카스가이군 신카와촌이 성립하였다.
- 1890년 12월 17일 - 정으로 승격해 신카와정이 되었다.
- 1906년 4월 1일 - 니시카스가이군 신카와정 도에이정, 데라노정, 아와라촌이 신설 합병해 새로운 신카와정이 성립하였다.
- 2005년 7월 7일 - 니시비와지마정, 기요스정과 합병해 기요스시가 되었다. 동일 신카와정은 폐지되었다.

## 교통

### 철도
- 나고야 철도
  - 나고야 본선

- 도카이 교통사업
  - 조호쿠 선

### 도로
- 국도 제22호선